# Scleritoderma flabelliforme
Scleritoderma flabelliforme är en svampdjursart som beskrevs av William Johnson Sollas 1888. Scleritoderma flabelliforme ingår i släktet Scleritoderma och familjen Scleritodermidae.
Artens utbredningsområde är havet kring Filippinerna. Inga underarter finns listade i Catalogue of Life.